# Hypochaeris cupressorum
Hypochaeris cupressorum là một loài thực vật có hoa trong họ Cúc. Loài này được F.Phil. ex F.Phil. mô tả khoa học đầu tiên năm 1894.